# Wonky
Sous-genres
Street bass, aquacrunk, purple sound
La wonky (également appelée street bass, aquacrunk, lazer hip hop ou purple sound) est un genre de musique électronique unique ou expérimental, souvent remis en question, caractérisé par des morceaux de synthétiseur instable. Le genre est lancé vers l'été 2008, en parallèle à d'autres genres issus du hip-hop (en particulier glitch-hop), du grime, du chiptune, du dubstep, du G-funk, du crunk, de l'electro et du broken beat.

## Caractéristiques
La wonky s'associe à l'usage d'un synthétiseur dont la signature est instable ; chaque chanson de la scène possède ses propres caractéristiques sonores. La wonky américaine, la street bass, s'inspire du broken beat et du jazz, et la musique en elle-même se caractérise par une texture dite organique, tandis que les scènes musicales aquacrunk de Glasgow et purple sound de Bristol s'inspirent du crunk, du chiptune, de l'electro et du dubstep/grime instrumental respectivement. Le terme de wonky est utilisé en Angleterre comme un synonyme de kétamine,.
L'aquacrunk se caractérise par un rythme lent et électronique, inspiré par les premières chansons Rephlex et Underground Resistance d'artistes crunk comme Lil Jon et Young Buck. Le purple sound, lui, émerge à Bristol à la fin de 2008 depuis la scène dubstep et s'inspire de la wonky, à laquelle il est souvent associé. Il incorpore des morceaux de synthétiseur funk issu des années 1980 et de la production G-funk originaire des années 1990.